# Ixora kaniensis
Ixora kaniensis är en måreväxtart som beskrevs av Theodoric Valeton. Ixora kaniensis ingår i släktet Ixora och familjen måreväxter. Inga underarter finns listade i Catalogue of Life.